# Skrzyneczka z kości słoniowej

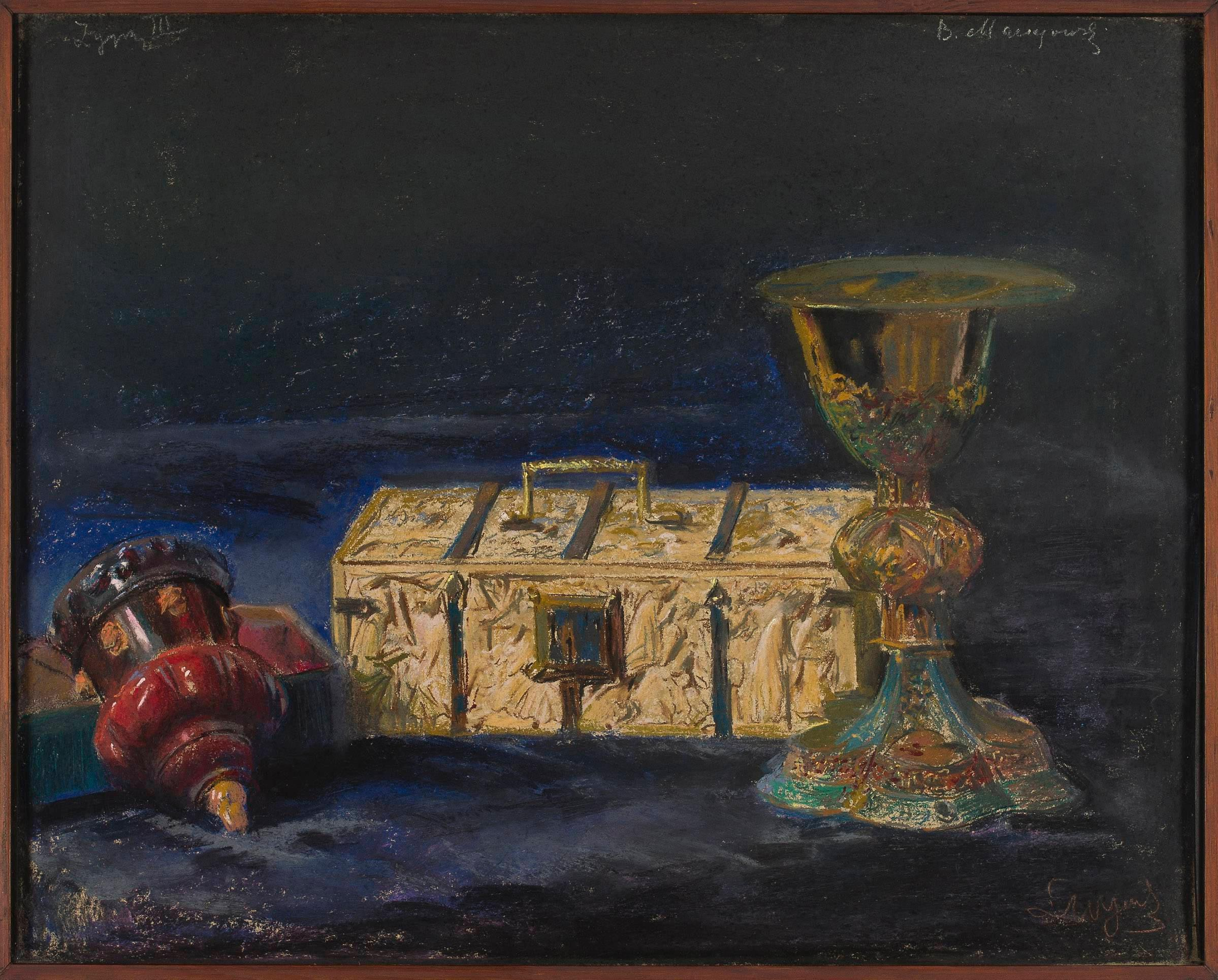
Skrzyneczka z kości słoniowej królowej Jadwigi na pastelu Leona Wyczółkowskiego z cyklu Skarbiec wawelski, 1907

Skrzyneczka z kości słoniowej – wykonana z kości słoniowej w 1. połowie XIV wieku w Paryżu szkatułka w stylu gotyckim, według tradycji należąca pierwotnie do królowej Jadwigi i przekazana przez nią do skarbca katedry wawelskiej. Jedna z siedmiu skrzyneczek typu złożonego zachowanych do czasów współczesnych.

## Opis
Skrzyneczka ma kształt prostopadłościanu o wymiarach 8,5 × 14,5 × 26 cm, złożonego z sześciu prostokątnych płytek z kości słoniowej, połączonych metalowymi okuciami. Ścianki i wieczko skrzyneczki oraz okucia są bogato rzeźbione i przedstawiają łącznie 17 scen ze średniowiecznych romansów. Na wieczku przedstawiono trzy sceny dworskie, turniejową potyczkę na kopie oraz zdobywanie „zamku miłości”. Na przedniej ściance: Arystoteles pouczający Aleksandra, Filis siedząca na grzbiecie Arystotelesa jak na koniu, czemu z zamku przygląda się Aleksander, Tysbe ukrywająca się przed lwem na drzewie oraz wspólna śmierć Pyrama i Tysbe, przebijających się mieczem. Na prawej ściance: rycerz Enyas uwalniający dziewczynę z rąk Dzikiego Człowieka oraz rycerz Galahad otrzymujący od starca klucze do zamku. Na tylnej ściance: Lancelot walczący z lwem, Lancelot przechodzący przez most mieczowy, Gawain śpiący w zaczarowanym zamku oraz Gawain uwalniający z zamku panny. Na lewej ściance: spotkanie Tristana i Izoldy w ogrodzie oraz polowanie na jednorożca. Taki dobór przedstawionych scen nie jest przypadkowy. Obok siebie skontrastowano wyobrażenia miłości czystej, platonicznej, idealnej (jednorożec, Galahad, Pyram i Tysbe) z uczuciem wiarołomnym, nieprzystojnym i nieokiełznanym (Tristan i Izolda, Dziki Człowiek, Arystoteles). Całość dopełniona scenami dworskimi stanowi przemyślany przekaz o znaczeniu miłości i kodeksu towarzyskiego w epoce średniowiecza.

## Historia
Według tradycji skrzyneczka należała do świętej Jadwigi królowej, która przekazała ją do Skarbca Katedralnego. Nie znajduje to potwierdzenia w danych archiwalnych, pomimo iż zachowały się wzmianki o innych darach królowej. Pierwsze informacje archiwalne o skrzyneczce pochodzą z inwentarza katedry z roku 1563. Prawdopodobnie około roku 1620 skrzyneczka wraz z kilkoma innymi przedmiotami z niewyjaśnionych przyczyn została ukryta i znajdowała się w zapomnianym schowku przez 250 lat. Odnaleziona w marcu 1881r. powróciła do zbiorów Skarbca Katedralnego, a od 1995 r. eksponowana jest na stałej wystawie Muzeum Katedralnego na Wawelu.